# Armando Barbieri
Armando Giulio Barbieri (Asti, 6 agosto 1893 – Forlì, 1963) è stato un liutaio italiano; è stato anche autore di testi teatrali.
Dal 1925 ebbe una bottega di liutaio a San Martino in Strada, una frazione di Forlì.
Per i suoi prodotti si ispirò alla grande tradizione di Nicola Amati e di Antonio Stradivari, ma non si limitò ad imitare ed elaborò anche modelli propri.
I suoi strumenti gli valsero numerosi premi:
- a Firenze nel 1926
- a Torino nel 1927
- a Roma, in diversi concorsi promossi dall'Accademia di Santa Cecilia, negli anni 1928, 1929, 1932 e 1933.

Altri premi gli furono assegnati a Padova e a Forlì.
Attualmente, nel Museo Etnografico di Forlì è ricostruita la sua bottega. Gli strumenti rimasti invenduti alla sua morte, invece, sono confluiti nel Museo Romagnolo del Teatro, sempre a Forlì.

## Opere
- Trattato di liuteria antica e moderna. Dedicato ai giovani liutai, Prefazione di Gualtiero Nicolini, Forlì 1956[1].